# 雅旺錄音室
雅旺錄音室（英語：Avon Recording Studios）是香港的一個錄音場所，建於1983年，由國際聲學建築師Tom Hidley設計，在1980至1990年代為不少華人歌手及來自世界各地的音樂家錄製流行曲和音樂作品，同時亦替不同的唱片公司暫存音樂母帶，其後於2015年一度面臨結業，2016年由香港歌手張敬軒斥資收購及主理。

## 成立
雅旺錄音室建於1983年，地點位於香港九龍南京街益美大廈，面積約三千平方呎，錄音室由國際聲學建築師Tom Hidley設計，牆壁採用木板、水松木、磚頭等材料建成，房間內沒有一個角落或牆面是對稱，能夠最大程度地避免聲學上的「漫反射」，錄音室分為Studio A、Studio B及休息室三部分，Studio A是歌手錄音的位置，可容納多名歌手進行同步錄音；Studio B是製作室，設有調音台等音樂製作設備，由於設備達到國際級，因此在1980至1990年代成為林子祥、葉蒨文、許冠傑、張國榮、黃凱芹、呂方、徐小鳳、林憶蓮、王菲的指定錄音室。梅艷芳自1988年起改用此處灌錄專輯；黎明在1992年發表精選輯《傾城之最》前，首五張專輯也在此錄音；劉德華、陳奕迅也有不少作品在此錄製。不少公益歌曲例如1987年的《地球大合唱》及1990年的《凝聚每分光》也在此錄音。1996年，唱片公司寶麗金的錄音室因受到嘉利大廈大火影響，其後大部份的錄音及後期製作也轉到雅旺錄音室進行。

## 易手
2015年，雅旺錄音室面臨結業局面，其後由歌手張敬軒收購並投資港幣2千萬元增設錄音設備及翻新錄音室，把錄音室打造成1950年代火車卡廂的格局。張敬軒表示「如果失去這個錄音室，代表着香港流行音樂一個時代的終結」，因此決定接手主理此錄音室，擔任錄音室的行政經理，於工餘時間將不同唱片公司存放在錄音室的母帶進行備份，將當中的精神及具文物價值的聲音資料承傳下去。

## 外部連結
- Avon Recording Studios的Facebook專頁
- Avon Recording Studios的Instagram帳戶